# Ejecución extrajudicial

Esta pintura, El 3 de mayo en Madrid de Francisco Goya, representa la ejecución sumaria de españoles por parte de las fuerzas francesas después del Levantamiento del 2 de Mayo en Madrid.

Una ejecución extrajudicial o extralegal es, según el derecho internacional humanitario, un caso de violación a los derechos humanos que consiste en el homicidio de manera deliberada de una persona por parte de un servidor público que se apoya en la potestad de un Estado para justificar el crimen, sin pasar por ningún proceso judicial. 
Pertenece al género de los delitos contra personas y bienes protegidos por el derecho internacional humanitario. Si la ejecución la realiza un grupo tumultuario, se denomina linchamiento. Una ejecución por parte de agentes del Estado es extrajudicial cuando no está dentro de los siguientes parámetros:
- La legítima defensa.
- En combate dentro de un conflicto armado.
- El uso racional necesario y proporcionado de la fuerza para hacer cumplir la ley.
- Por imprudencia, impericia, negligencia o violación del reglamento.

La prevención de las ejecuciones extrajudiciales fue adoptada el 15 de diciembre de 1989 por la Asamblea General de la Organización de las Naciones Unidas bajo Resolución 44/162. En dicha resolución también se establecen las responsabilidades que debe asumir un Estado para prevenir dichos asesinatos que son:
- El establecer prohibiciones legales a dichas ejecuciones.
- Evitarlas al garantizar un control sobre los funcionarios autorizados por la ley para usar la fuerza y las armas de fuego.
- Garantizar la protección de personas que estén en peligro de sufrir dichas ejecuciones y prohibir a funcionarios superiores la autorización o incitación de ellas.